# Золотая малина (премия, 2010)
6 марта 2010 года в Голливуде состоялась 30-я церемония вручения наград премии «Золотая малина» за сомнительные заслуги в области кинематографа за 2009 год. «Золотая малина» традиционно вручается за день до оглашения лауреатов на премию «Оскар». В этом году, кроме номинаций за 2009 год, введены дополнительные: худший фильм, худший актёр и худшая актриса за последние десять лет. Актриса Сандра Буллок, которая была уже удостоена награды «Золотой глобус» и премии Гильдии киноактёров США в 2010 году за лучшую женскую роль в фильме «Невидимая сторона», получила две награды в категориях «худшая женская роль» и «худший актёрский дуэт» за фильм «Всё о Стиве». Фильм «Трансформеры: Месть падших» получил призы сразу в трёх номинациях.

## Лауреаты и номинанты за 2009 год
Число наград / общие число номинаций
- 3/7: «Трансформеры: Месть падших»
- 3/5: «Всё о Стиве»
- 1/7: «Затерянный мир»
- 1/6: «Бросок кобры»
- 1/2: «Ханна Монтана» и «Jonas Brothers: The 3D Concert Experience»

| Лауреаты выделены отдельным цветом. |

| Категории                                  | Фотографии лауреатов                                                                          | Лауреаты и номинанты                                                           |
| ------------------------------------------ | --------------------------------------------------------------------------------------------- | ------------------------------------------------------------------------------ |
| Худший фильм                               |                                                                                               | • «Трансформеры: Месть падших»                                                 |
| Худший фильм                               | • «Всё о Стиве»                                                                               |                                                                                |
| Худший фильм                               | • «Бросок кобры»                                                                              |                                                                                |
| Худший фильм                               | • «Затерянный мир»                                                                            |                                                                                |
| Худший фильм                               | • «Так себе каникулы»                                                                         |                                                                                |
| Худшая мужская роль                        |                                                                                               | • «Jonas Brothers» (в роли себя) — «Jonas Brothers: The 3D Concert Experience» |
| Худшая мужская роль                        | • Уилл Феррелл — «Затерянный мир»                                                             |                                                                                |
| Худшая мужская роль                        | • Стив Мартин — «Розовая пантера 2»                                                           |                                                                                |
| Худшая мужская роль                        | • Эдди Мёрфи — «Представь себе»                                                               |                                                                                |
| Худшая мужская роль                        | • Джон Траволта — «Так себе каникулы»                                                         |                                                                                |
| Худшая женская роль                        |                                                                                               | • Сандра Буллок — «Всё о Стиве»                                                |
| Худшая женская роль                        | • Бейонсе — «Одержимость»                                                                     |                                                                                |
| Худшая женская роль                        | • Майли Сайрус — «Ханна Монтана»                                                              |                                                                                |
| Худшая женская роль                        | • Меган Фокс — «Тело Дженнифер» и «Трансформеры: Месть падших»                                |                                                                                |
| Худшая женская роль                        | • Сара Джессика Паркер — «Супруги Морган в бегах»                                             |                                                                                |
| Худшая мужская роль второго плана          |                                                                                               | • Билли Рэй Сайрус — «Ханна Монтана»                                           |
| Худшая мужская роль второго плана          | • Хью Хефнер (в роли себя) — «Мисс Март»                                                      |                                                                                |
| Худшая мужская роль второго плана          | • Роберт Паттинсон — «Сумерки. Сага. Новолуние»                                               |                                                                                |
| Худшая мужская роль второго плана          | • Йорма Такконе — «Затерянный мир»                                                            |                                                                                |
| Худшая мужская роль второго плана          | • Марлон Уэйанс — «Бросок кобры»                                                              |                                                                                |
| Худшая женская роль второго плана          |                                                                                               | • Сиенна Миллер — «Бросок кобры»                                               |
| Худшая женская роль второго плана          | • Кэндис Берген — «Война невест»                                                              |                                                                                |
| Худшая женская роль второго плана          | • Эли Лартер — «Одержимость»                                                                  |                                                                                |
| Худшая женская роль второго плана          | • Келли Престон — «Так себе каникулы»                                                         |                                                                                |
| Худшая женская роль второго плана          | • Джули Уайт — «Трансформеры: Месть падших»                                                   |                                                                                |
| Худший актёрский дуэт                      |                                                                                               | • Сандра Буллок и Брэдли Купер — «Всё о Стиве»                                 |
| Худший актёрский дуэт                      | • любая комбинация из двух человек в фильме — «Jonas Brothers: The 3D Concert Experience»     |                                                                                |
| Худший актёрский дуэт                      | • Уилл Феррелл и все другие актёры и монстры — «Затерянный мир»                               |                                                                                |
| Худший актёрский дуэт                      | • Шайа Лабаф с Меган Фокс, или с «трансформером» — «Трансформеры: Месть падших»               |                                                                                |
| Худший актёрский дуэт                      | • Кристен Стюарт с Тейлором Лотнером, или с Робертом Паттинсоном — «Сумерки. Сага. Новолуние» |                                                                                |
| Худший приквел, сиквел, ремейк или плагиат |                                                                                               | • «Затерянный мир»                                                             |
| Худший приквел, сиквел, ремейк или плагиат | • «Бросок кобры»                                                                              |                                                                                |
| Худший приквел, сиквел, ремейк или плагиат | • «Розовая пантера 2»                                                                         |                                                                                |
| Худший приквел, сиквел, ремейк или плагиат | • «Трансформеры: Месть падших»                                                                |                                                                                |
| Худший приквел, сиквел, ремейк или плагиат | • «Сумерки. Сага. Новолуние»                                                                  |                                                                                |
| Худший режиссёр                            |                                                                                               | • Майкл Бэй — «Трансформеры: Месть падших»                                     |
| Худший режиссёр                            | • Уолт Бекер — «Так себе каникулы»                                                            |                                                                                |
| Худший режиссёр                            | • Брэд Силберлинг — «Затерянный мир»                                                          |                                                                                |
| Худший режиссёр                            | • Стивен Соммерс — «Бросок кобры»                                                             |                                                                                |
| Худший режиссёр                            | • Фил Трэйл — «Всё о Стиве»                                                                   |                                                                                |
| Худший сценарий                            |                                                                                               | • «Трансформеры: Месть падших»                                                 |
| Худший сценарий                            | • «Всё о Стиве»                                                                               |                                                                                |
| Худший сценарий                            | • «Затерянный мир»                                                                            |                                                                                |
| Худший сценарий                            | • «Бросок кобры»                                                                              |                                                                                |
| Худший сценарий                            | • «Сумерки. Сага. Новолуние»                                                                  |                                                                                |

## Номинанты за прошедшее десятилетие (2000—2009)
| Категории                                    | Фотографии лауреатов | Лауреаты и номинанты |
| -------------------------------------------- | --- | --- |
| Худший фильм за прошедшее десятилетие        | | • «Поле битвы: Земля» (2000) — 7 наград                                                                                              |
| Худший фильм за прошедшее десятилетие        | • «Пошёл ты, Фредди» (2001) — 5 наград | |
| Худший фильм за прошедшее десятилетие        | • «Унесённые» (2002) — 5 наград | |
| Худший фильм за прошедшее десятилетие        | • «Джильи» (2003) — 6 наград | |
| Худший фильм за прошедшее десятилетие        | • «Я знаю, кто убил меня» (2007) — 8 наград | |
| Худшая мужская роль за прошедшее десятилетие | | • Эдди Мёрфи — «Приключения Плуто Нэша», «Обмануть всех», «Шоу начинается», «Уловки Норбита», «Представь себе» и «Знакомьтесь: Дэйв» |
| Худшая мужская роль за прошедшее десятилетие | • Бен Аффлек — «Пёрл-Харбор», «Сорвиголова», «Джильи», «Час расплаты», «Девушка из Джерси» и «Пережить Рождество»                                         | |
| Худшая мужская роль за прошедшее десятилетие | • Майк Майерс — «Кот» и «Секс-гуру» | |
| Худшая мужская роль за прошедшее десятилетие | • Роб Шнайдер — «Мужчина по вызову 2», «Запасные игроки» и «Чак и Ларри: Пожарная свадьба»                                                                | |
| Худшая мужская роль за прошедшее десятилетие | • Джон Траволта — «Поле битвы: Земля», «Счастливые номера», «Скрытая угроза» и «Пароль «Рыба-меч»»                                                        | |
| Худшая женская роль за прошедшее десятилетие | | • Пэрис Хилтон — «Красавица и уродина», «Дом восковых фигур» и «Рипо! Генетическая опера»                                            |
| Худшая женская роль за прошедшее десятилетие | • Мэрайя Кэри — «Блеск» | |
| Худшая женская роль за прошедшее десятилетие | • Линдси Лохан — «Дрянные девчонки» и «Я знаю, кто убил меня»                                                                                             | |
| Худшая женская роль за прошедшее десятилетие | • Дженнифер Лопес — «Глаза ангела», «Свадебный переполох», «С меня хватит», «Госпожа горничная», «Джильи», «Девушка из Джерси» и «Если свекровь - монстр» | |
| Худшая женская роль за прошедшее десятилетие | • Мадонна — «Лучший друг» и «Унесённые» | |